# Ēriks Toms Gavars
Ēriks Toms Gavars, né le 20 avril 1997 à Dobele, est un coureur cycliste letton.

## Palmarès
- 2014
  -  Champion de Lettonie sur route juniors
  - 2e du championnat de Lettonie du contre-la-montre juniors
- 2015
  -  Champion de Lettonie du contre-la-montre juniors
  - 10e du championnat d'Europe du contre-la-montre juniors
- 2016
  - 2e du championnat de Lettonie du contre-la-montre espoirs
- 2017
  - 2e du championnat de Lettonie sur route espoirs
  - 3e du championnat de Lettonie du contre-la-montre espoirs
- 2018
  -  Champion de Lettonie du contre-la-montre espoirs
  - 9e et 10e étapes de la XSports Kauss Cup
  - 2e du championnat de Lettonie sur route espoirs
- 2019
  -  Champion de Lettonie du contre-la-montre espoirs
  - 2e du championnat de Lettonie sur route espoirs

## Classements mondiaux
| Année                                 | 2016  | 2017 | 2018  | 2019  |
| ------------------------------------- | ----- | ---- | ----- | ----- |
| Classement mondial                    | 1291e | nc   | 1507e | 1570e |
| UCI Europe Tour                       | 1384e | nc   | 961e  | 1040e |
| UCI Asia Tour                         | 246e  | nc   | nc    |       |
|                                       |       |      |       |       |
| Légende : nc = non classéSource : UCI |       |      |       |       |